# Associés pour la formation aux métiers de l'image
Les Associés pour la formation aux métiers de l'image (AFMI) est un centre de formation destinée aux photographes professionnels. Association loi de 1901, il organise 90 stages de formation de courte durée par an en France métropolitaine et en France d'outre-mer dans le cadre du droit à la formation continue.
Il s'adresse à tous les photographes professionnels : artisans, photographes auteurs, salariés, photographes indépendants, etc.
Les formations portent dans tous les domaines, par exemple sur :
- la prise de vue :
  - le portrait photographique :
    - la lumière en photographie ;
    - les tendances du portrait d'aujourd'hui ;
    - le portrait contemporain haut de gamme, etc.

  - la photo de mariage ;
  - la photographie de mode, etc.
- la postproduction  photographique :
  - Photoshop ;
  - Lightroom, etc.
- la photographie industrielle :
  - la photographie culinaire ;
  - publicité, etc.
- le marketing professionnel :
  - techniques de ventes ;
  - Pro select, etc.

Le centre de formation principal est situé à Montreuil.